# Artur Puzio
Artur Puzio (ur. 21 sierpnia 1992 roku w Szubinie) – polski zawodnik startujący w motocrossie, cross-country i freestyle motocross. Mistrz Polski, trener, instruktor PZM i Polskiej Akademii Kultury i Sportu, promotor sportu. 

## Kariera
Zadebiutował jako zawodnik w Pucharze Polski Cross Country otrzymując specjalną nagrodę dla najbardziej ambitnego zawodnika zawodów (2009). W roku 2010 zdobył drugie miejsce w Pucharze Polski Cross Country. W 2011 Puchar Polski FMX, wicemistrzostwo kraju w FMX, Puchar Polski Cross Country oraz Puchar Prezydenta Częstochowy we Freestyle. Tytuły Mistrza Polski FMX (2012, 2013). W roku 2012 podjął studia z zakresu wychowania fizycznego na Uniwersytecie w Bydgoszczy, a także ustanowił nieoficjalny rekord świata w wykonaniu największej ilości backflip'ów na pojedynczej mobilnej rampie w ciągu 1 minuty. W roku 2013 otrzymał „dziką kartę” do udziału w międzynarodowych Mistrzostwach Świata Night of the Jumps. W 2014 na zawodach Night of the Jumps zajął 9. miejsce oraz 2. miejsce na zawodach Best Whip Imola we Włoszech. W tym roku został również półfinalistą programu Mam Talent (z grupą Sky Fighters), jednak TVN usunął ich z kolejnych edycji ze względu na zbyt duże koszty produkcji. W roku 2015 zajął 1. miejsce w kwalifikacjach i 2. miejsce w klasyfikacji generalnej w Sky Fighter Cup w katowickim Spodku.  W roku 2017 był polskim pretendentem do startu w Redbull X- Fighters, największych i najbardziej prestiżowych zawodach sportów ekstremalnych na świecie. 
Twórca scenariusza i reżyser sportowego spektaklu Moto Gang Live, który po raz pierwszy został zaprezentowany publicznie w Gnieźnie w 2018. Producent i reżyser programu „Extreme Sport Compilation” dla niemieckiego cyrku Flic Flac gmbh i pokazów „Extreme Show” dla parku rozrywki Energylandia. Regularnie występuje na pokazach FMX – freestyle motocross organizowanych dla miast, gmin oraz prywatnych firm w Polsce i poza granicami kraju. Po stworzeniu rodzinnego teamu Moto Gang (2018 rok) jest organizatorem szkoleń i treningów motocross oraz enduro dla początkujących i zaawansowanych, a także moto kolonii dla dzieci. W 2020 roku Artur Puzio uzyskał międzynarodowe uprawnienia trenerskie Polskiej Akademii Kultury i Sportu i stworzył własny, innowacyjny dla Polski system szkoleniowy „safe ride” polegający na wykładach metodyki jazdy dla najmłodszych w formie gier i zabaw na motocyklach.

## Kontrowersje
W maju 2020 Artur Puzio zamieścił w internecie film, na którym został zarejestrowany jego przejazd motocyklem po polu uprawnym, wcześniej ustalonym z właścicielem gruntu. Miał to być apel do motocyklistów off road, by nie jeździć po terenach należących do rolników. Spotkał się on jednak z falą krytyki w mediach bowiem został odebrany jako świadome niszczenie cudzego mienia. PZM w trybie natychmiastowym odebrał  Arturowi Puzio licencję instruktora. Po trzech latach sprawa znalazła swój finał w Orzekającym Trybunale Arbitrażowym ds. Sportu przy PKOl. Puzio w ocenie trybunału, nigdy nie powinien był utracić licencji.

## Życie prywatne
Absolwent wydziału Wychowania Fizycznego na Uniwersytecie im. Kazimierza Wielkiego w Bydgoszczy (studia licencjackie ukończone w 2016 r.). Jest mężem Aleksandry (2019) i ojcem córki (Alaina) i trzech synów (Azariasz, Aleks, Antek). Syn Antek w 2023 roku zadebiutował jako zawodnik w Mistrzostwach Polski w Motocrossie w klasie MX65.